# West-Oost-pijpleiding
De West-Oost-pijpleiding (Engelse afkorting: WEPP, Chinees: xi qi dong shu 西气东输) is een verzameling van drie pijplijnen voor het transport van aardgas die lopen van oost naar west in de Volksrepubliek China.

## Algemeen
In het uiterste westen van China zijn grote gasreserves aangeboord. De vraag is vooral geconcentreerd aan de economisch zeer actieve oostkust waaronder de delta van de Yangtze. Het aardgas dat via deze lijn wordt vervoerd is vooral bestemd om aan de hoge vraag naar gas te voorzien. Het gas kan ook ingezet worden om het kolengebruik voor de elektriciteitproductie en huishoudelijk gebruik te vervangen door het milieuvriendelijker aardgas. De pijplijn wordt gevoerd door gas uit het het Tarimbekken in Sinkiang en het Changqing gasveld. In de toekomst zou ook de reed geplande Kazachstan-China-pijpleiding aansluiten op de WEPP.

## WEPP 1

### Geschiedenis
De bouw van de WEPP 1 begon in 2002 en de lijn werd op 1 oktober 2004, op de Nationale Dag van China, opgestart. Op 30 december 2004 volgde de commerciële ingebruikname. De hele pijplijn is het eigendom van en wordt beheerd door Natural Gas and Pipeline Company, een dochterbedrijf van PetroChina. Oorspronkelijk was het de bedoeling dat PetroChina 50% van de aandelen zou bezitten, terwijl die andere helft zou worden verdeeld onder het Royal Dutch Shell, Gazprom en ExxonMobil met elke partij 15% van de aandelen. Het overige 5% zou worden ingenomen door Sinopec. Echter deze overeenkomst werd in augustus 2006 door PetroChina, vermoedelijke uit strategische overweging, beëindigd.
De pijplijn loopt van Luntai County in Xinjiang (West-China) naar het terminal Baihe in Shanghai (Oost-China). Het heeft een diameter van 1016 millimeter. De WEPP had initieel een capaciteit van 12 miljard m³ (bcm) per jaar. Dit bouwwerk heeft PetroChina in totaal US$ 5,7 miljard gekost. Eind 2009 is de capaciteit verhoogd naar 17 bcm na de plaatsing van acht additionele compressorstations. Bovendien zijn de 8 bestaande compressorstations opgewaardeerd.

### Geografische omstandigheid
Deze lange pijplijn kruist door de 10 provincies verschillende soorten ondergrond. Het gaat 1450 km door de Gobi Woestijn, 215 km door de zandduinen, 160 km grasland, 392 km oases, 563 km Lössplateau, 90 km bos, 826 km (alluviale) bekkens en ten slotte 708 km door de natuurreservaten.
De Chinese overheid heeft grote inspanning gedaan om de milieueffecten van dit project te beperken maar toch is het ecologische effect van de bouw van deze lijn, volgens het onderzoek van KVA (Zweedse KNAW) enorm en diepgaand. Ecologische verstoringen treden op door onder andere de constructie zelf, bouwrijp maken van de gebieden rond de lijn, het graven van gleuf van 2,4m die dwars door waterwegen gaan. De constructie van zulke grote projecten verstoort niet alleen de flora en fauna maar ook het hele ecologisch en landschappelijk systeem. De ‘construction footprint’ en ecologische footprint is veel groter dan op het eerste oog zichtbaar is.

## WEPP 2
De bouw van de tweede pijplijn begon op 22 februari 2008. Deze heeft een totale lengte van 8704 kilometer en is daarmee de langste pijplijn ter wereld. De pijplijn, met een diameter van 1219 millimeter, loopt vanaf Khorgas in het noordwesten van Xinjiang tot Guangzhou in Guangdong. Tot Gansu, in het centrum van China, loopt het parallel aan de WEPP 1. De capaciteit is 30 bcm aardgas per jaar. De oplevering was in delen, maar in december 2012 was de hele lijn gereed.

## WEPP 3
De bouw van de derde pijpleiding begon in oktober 2012. De derde pijpleiding loopt van Horgos in het westen van Xinjiang naar Fuzhou in Fujian. De totale lengte is 7378 kilometer. Dit project omvat ook drie gasopslagplaatsen en een lng-installatie. Het heeft eveneens een jaarcapaciteit van 30 bcm en kwam in 2014 gereed.